# شعار بوروندي
تم اعتماد شعار دولة بوروندي عام 1966 ويتكون من درع مرسوم عليه صورة أسد وتحته الشعار القومى بالفرنسية (Unité, Travail, Progrès) ومعناه الاتحاد والعمل والتقدم وخلف هذا الدرع يوجد ثلاثة رماح أفريقية